# Bering River
Der Bering River ist ein 40 Kilometer langer Zufluss des Golfs von Alaska im Süden des US-Bundesstaats Alaska.
Der Bering River bildete früher einen direkten Abfluss im äußersten Westen des Bering-Gletschers. Der Bering-Gletscher zog sich in der Vergangenheit stark zurück und trennte sich von seinem westlichen Tributärgletscher Steller-Gletscher. Des Weiteren lagerten sich Sedimente unterhalb der Gletscherzunge des Steller-Gletschers ab, so dass der Bering River am Oberlauf allmählich abgeschnitten wurde. Die oberen 3,5 Kilometer bis zur Vereinigung mit dem Canyon Creek sind dadurch stellenweise trocken gefallen. Sämtliche größeren Nebenflüsse des Bering River sind gletschergespeist. Der Canyon Creek hat seinen Ursprung am Südrand des Martin-River-Gletschers. Einen Kilometer flussabwärts mündet der Stillwater Creek, der den Abfluss des Kushtaka Lake bildet, in den Bering River. Dieser fließt in überwiegend südwestlicher Richtung zum Meer. Weiter flussabwärts nimmt der Bering River noch den Shepherd Creek von rechts sowie den Gandil River von links auf. Letzterer entwässert den Steller-Gletscher. Das Ästuar des Bering River geht in den westlich gelegenen Strawberry Harbor und in die östlich gelegene Controller Bay über. Die Insel Kanak Island ist der Mündung vorgelagert. 40 Kilometer weiter westlich befindet sich die Mündung des Copper River. Der Bering River verläuft im äußersten Osten des Chugach National Forest. 